# Gordonia acutifolia
Gordonia acutifolia är en tvåhjärtbladig växtart som först beskrevs av Heinrich Wawra, och fick sitt nu gällande namn av Hsüan Keng. Gordonia acutifolia ingår i släktet Gordonia och familjen Theaceae. Inga underarter finns listade i Catalogue of Life.